# Cryptobranchus bishopi
Cryptobranchus bishopi — вид хвостатих земноводних родини критозябрецевих (Cryptobranchidae).

## Назва
Вид названо на честь американського герпетолога Шермана Бішопа.

## Поширення
Ендемік США. Поширений лише у горах Озарк на півночі штату Арканзас та півдні штату Міссурі.

## Оригінальна публікація
- Grobman, 1943 : Notes on salamanders with the description of a new species of Cryptobranchus. Occasional Papers of the Museum of Zoology, University of Michigan, No. 470, P. (texte intégral [Архівовано 20 серпня 2017 у Wayback Machine.]).

| Жаба | Це незавершена стаття з герпетології. Ви можете допомогти проєкту, виправивши або дописавши її. |